# چراغ‌دره
چراغ‌دره (به لاتین: Çıraqdərə، تا ۲۹ دسامبر ۱۹۹۲ چراغدیزور Çiragidzor) یک منطقه مسکونی در جمهوری آذربایجان است که در شهرستان گوی‌گول واقع شده است.